# Филантропени
Династија Филантропен (грчки: Φιλανθρωπηνος), женски облик Филантропин (Φιλανθρωπηνη), било је име племићке византијске грчке породице која се појавила средином 13. века и дала низ високих званичника и војсковођа до краја Византијског царства. Њихово име потиче од манастира Христа Филантропа („Христа Човекољубца“) у Цариграду. Неки чланови породице користе сложено презиме Дука Филантропен, и могу, према Деметрију И. Полемису, чинити посебну грану породице.

## Породична историја
Први познати члан породице је Алексиje Дука Филантропен, први пут посведочен око 1255. као командант у Охриду. Обично се поистовећује са истоименим угледним адмиралом, који се уздигао до чина протостратора и на крају мега дукса. Умро је око 1275. године. Његова ћерка Марија се удала за Михаила Тарханијота. Њихов други син био је пинкерн Алексије Филантропин, војсковођа славан због својих успеха против Турака, који се неуспешно побунио против цара Андроника II Палеолога 1295. године. Помилован је 1320-их и поново је био активан на терену до 1334. године. Михаило Дука Филантропен, епи тес трапезес и рођак цара Андроника II, осведочен је од 1286. до 1304. године, када је послат да брани Магнезију од Турака. Известан број жена из породице Филантропен познат је само из кратких извештаја: Теодора Дука Филантропин се удала за Јована Комнина Акрополита, можда сина историчара Георгија Акрополита; Ирена Комнина Дукаина Филантропин Кантакузина, која је умрла 8. августа 1292; и Ирена Комнина Филантропина Дукаина, која је умрла 7. септембра 1303. Други су познати само по презимену.
У 14. веку, Јован Филантропен,  велики друнгарије флоте, је посведочен у синодалној одлуци из 1324, Георгеије Дука Филантропен, мега хетериарх и гувернер Лемноса, је посведочен 1346,  и мега стратопедарх Михаило Филантропен, рођак цара Јована V Палеолога, посведочен је 1350. године. У Тесалији су Алексије Анђел Филантропен и Манојло Анђел Филантропен посведочени 1380-их и 1390-их. Алексије је владао Тесалијом са титулом цезар од око 1382. до 1389. године, а наследио га је Манојло (његов син или његов брат), који је владао до османског освајања 1393/1394. године.
У 15. веку, два најистакнутија члана породице су Георгије Дука Филантропен, месазон цара Јована VIII Палеолога, и Алексије Ласкарис Филантропен, мега стратопедарх, гувернер Патре 1445. и пријатељ Бесариона.